# Cúpula de Taba de 2001
A Conferência de Taba, também conhecida como Cúpula de Taba, foi uma série de negociações diplomáticas realizadas em Taba, Egito, entre representantes de Israel e da Autoridade Palestina entre 21 a 27 de janeiro de 2001. As negociações em Taba foram uma tentativa de resolver o conflito israelense-palestino e produzir um acordo de paz abrangente e definitivo.
As negociações de Taba seguiram os esforços anteriores de negociação de paz, incluindo os Acordos de Oslo (1993–1995) e a Cúpula de Camp David (2000), que haviam fracassado em alcançar um acordo final, e foram consideradas mais detalhadas, em busca de realizar progressos significativos em várias questões-chave, incluindo fronteiras, refugiados palestinos, assentamentos israelenses em territórios reivindicados pelos palestinos e Jerusalém.
Embora algum progresso foi feito na questão dos refugiados, a regra nas negociações era que "nada está acordado até que tudo esteja acordado" e, portanto, como não havia nenhum documento assinado no final de Taba, todas as ideias discutidas tornaram-se nulas e sem efeito. Logo, não foi alcançado um acordo final durante a Conferência de Taba.

## Antecedentes diplomáticos
A Cúpula de Taba ocorreu de 21 a 27 de janeiro de 2001 em Taba, após o fracasso da Cúpula de Camp David de 2000 entre o primeiro-ministro de Israel Ehud Barak e o presidente da Autoridade Palestina Yasser Arafat, e em meio à Segunda Intifada que havia começado. As partes haviam negociado inicialmente na Base da Força Aérea de Bolling em Washington, com a mediação do presidente dos Estados Unidos Bill Clinton, de 19 a 23 de dezembro de 2000. Os israelenses, liderados pelo Ministro das Relações Exteriores Shlomo Ben-Ami, e os palestinos, representados pelo principal negociador Saeb Erekat, o Ministro Yasser Abed Rabbo e o chefe de segurança de Gaza Mohammed Dahlan, compareceram à reunião. O presidente Clinton apresentou propostas intermediárias (os chamados "Parâmetros de Clinton"). Uma cúpula em Sharm el-Sheikh, mediada pelo presidente egípcio Hosni Mubarak, estava planejada para 28 de dezembro. Como os palestinos atrasaram sua aceitação dos Parâmetros de Clinton, Barak decidiu não participar.

## Negociações

### Posições iniciais de Israel
No início da Cúpula de Taba, Israel mantinha três pontos principais:
1. Nenhum direito de retorno dos refugiados palestinos para dentro do Estado de Israel.
2. Nenhuma soberania palestina sobre o Monte do Templo / Haram al-Sharif.
3. Grandes blocos de assentamentos israelenses (que continham 80% dos residentes judeus da Cisjordânia e Gaza) deveriam ser mantidos sob soberania de Israel.

### O documento não oficial de Moratinos
Em janeiro de 2001, o Representante Especial da União Europeia para o Processo do Oriente Médio, Miguel Moratinos, apresentou um documento conhecido como "O documento não oficial de Moratinos", descrevendo o resultado das negociações de Taba. Embora o documento não tenha status oficial, foi reconhecido pelas partes como sendo uma descrição relativamente justa do resultado das negociações sobre as questões de status permanente em Taba. Ele descreveu as posições observadas sobre as questões de status permanente, como território, Jerusalém, refugiados e segurança, a fim de encontrar formas de chegar a posições conjuntas. "Ao mesmo tempo, mostra que existem lacunas e diferenças significativas entre as duas partes, que terão que ser superadas em negociações futuras." Resumo do documento:

#### Fronteiras nacionais
Ambos os lados concordaram que, de acordo com a Resolução 242 do Conselho de Segurança das Nações Unidas, as linhas de 4 de junho de 1967 seriam a base para as fronteiras entre Israel e o estado palestino. Israel reduziu suas demandas para 6% com uma compensação territorial que compensaria cerca de 3%, enquanto os palestinos propuseram uma anexação israelense de cerca de 3%, juntamente com uma compensação territorial do mesmo valor. A proposta israelense teria dado aos palestinos cerca de 97% da área de terra na Cisjordânia.

##### Cisjordânia
Ambos os lados apresentaram seus próprios mapas da Cisjordânia. Os mapas serviram de base para a discussão sobre território e assentamentos. O lado israelense apresentou dois mapas, e o lado palestino se envolveu com base nisso. O lado palestino apresentou alguns mapas ilustrativos detalhando sua compreensão dos interesses israelenses na Cisjordânia. O lado israelense afirmou que as propostas de Clinton previam a anexação de blocos de assentamentos israelenses, áreas que tinham apenas um pequeno número de palestinos. O lado palestino não concordou que os parâmetros incluíssem blocos e não aceitou propostas para anexar blocos. O lado palestino afirmou que os blocos causariam danos significativos aos interesses e direitos palestinos, especialmente para os palestinos que residiam nas áreas que Israel buscava anexar.

##### Faixa de Gaza
Nenhum dos lados apresentou mapas da Faixa de Gaza. Ficou implícito que a Faixa de Gaza estaria sob total soberania palestina, mas os detalhes ainda precisavam ser trabalhados. Todos os assentamentos seriam evacuados. O lado palestino afirmou que isso poderia ser organizado em 6 meses, um cronograma não aceito pelo lado israelense. Ambos os lados concordaram que haveria um corredor seguro do norte de Gaza (Beit Hanun) até o distrito de Hebron, e que a Cisjordânia e a Faixa de Gaza devem estar ligadas territorialmente.

#### Jerusalem
Ambos os lados aceitaram em princípio a sugestão de Clinton de ter soberania palestina sobre bairros árabes e soberania israelense sobre bairros judeus em Jerusalém. Ambos os lados favoreceram a ideia de uma cidade aberta. O lado israelense aceitou que Jerusalém seria a capital dos dois estados: Yerushalaim, capital de Israel, e Al-Quds, capital do estado da Palestina. Ambas as partes aceitaram o princípio do controle respectivo sobre os respectivos locais sagrados. A soberania de Israel sobre o Muro das Lamentações seria reconhecida, embora ainda houvesse uma disputa quanto à delimitação da área coberta pelo Muro das Lamentações e, especialmente, à ligação com o que é referido nas ideias de Clinton como o espaço sagrado do judaísmo do qual faz parte. Ambos os lados concordaram que a questão do Haram al-Sharif / Monte do Templo não foi resolvida.

#### Direito de retorno dos refugiados palestinos
Foram trocados documentos não oficiais que foram considerados uma boa base para as negociações. Ambos os lados concordaram em adotar os princípios e referências que poderiam facilitar a adoção de um acordo. Ambos os lados sugeriram, como base, que as partes deveriam concordar que um acordo justo para o problema dos refugiados, de acordo com a Resolução 242 do Conselho de Segurança das Nações Unidas, deve levar à implementação da Resolução 194 da Assembleia Geral das Nações Unidas. O lado israelense expressou sua compreensão de que o desejo de retorno deve ser implementado dentro de um dos seguintes programas:
A. Retorno e repatriação
1. para Israel
2. para o território israelense trocado
3. para o estado palestino

B. Reabilitação e realocação
1. Reabilitação no país de acolhimento
2. Realocação para um terceiro país

Ambos os lados concordaram que a Agência das Nações Unidas de Assistência aos Refugiados da Palestina no Próximo Oriente deveria ser gradualmente encerrada de acordo com um cronograma acordado de cinco anos, como período alvo.
O lado israelense solicitou que a questão da compensação aos imigrantes judeus dos países árabes fosse reconhecida, ao mesmo tempo em que aceitava que não era uma responsabilidade palestina ou uma questão bilateral. O lado palestino levantou a questão da restituição de propriedades de refugiados. O lado israelense rejeitou isso.

#### Segurança
O lado israelense solicitou ter três estações de alerta precoce em território palestino e manteve sua posição de que o estado palestino seria desmilitarizado, conforme as propostas de Clinton. O lado palestino estava preparado para aceitar limitações na aquisição de armas e ser definido como um estado com armamentos limitados.
Ambos os lados reconheceram que o estado da Palestina teria soberania sobre seu espaço aéreo. O lado israelense concordou em aceitar e honrar todos os direitos da aviação civil palestina de acordo com regulamentos internacionais, mas buscou um sistema unificado de controle do espaço aéreo sob o controle predominante de Israel. Além disso, Israel solicitou acesso ao espaço aéreo palestino para operações militares e treinamento.
O lado israelense concordou com uma retirada da Cisjordânia ao longo de um período de 36 meses, com um período adicional de 36 meses para o Vale do Jordão em conjunto com uma força internacional. O lado palestino rejeitou um processo de retirada de 36 meses da Cisjordânia, expressando preocupação de que um processo prolongado poderia agravar as tensões entre palestinos e israelenses.
O lado israelense solicitou manter e operar cinco locais de emergência em território potencialmente palestino (no Vale do Jordão), com a resposta palestina permitindo um máximo de dois locais de emergência condicionados a um limite de tempo para a desmontagem. O lado palestino recusou-se a concordar com o deslocamento das forças armadas israelenses em território palestino durante situações de emergência, mas estava preparado para considerar maneiras pelas quais forças internacionais poderiam ser usadas nessa capacidade, especialmente no contexto dos esforços de cooperação em segurança regional.
Ambos os lados estavam preparados para se comprometer a promover a cooperação em segurança e combater o terrorismo. O lado palestino estava confiante de que a soberania palestina sobre as fronteiras e os pontos de passagem internacionais seria reconhecida no acordo.

### Posições mencionadas em outras fontes
Israel queria manter o controle militar sobre território palestino e espaço aéreo em estados de emergência, não devido a uma possível ameaça futura da Palestina, mas devido a possíveis outras ameaças do Leste. Os palestinos queriam aceitar apenas forças internacionais.
Os palestinos não puderam aceitar a anexação israelense de Giv'at Ze'ev e Ma'ale Adumim na área de Jerusalém. Israel desejava a expansão futura dos assentamentos na Cisjordânia. Ao contrário dos palestinos, Israel não considerava Jerusalém Oriental parte da Cisjordânia, e seus habitantes israelenses eram considerados colonos.

## Fim das negociações diplomáticas

### Declaração oficial
De acordo com a declaração emitida pelos negociadores ao final das conversações, eles chegaram mais perto de alcançar um acordo final do que em qualquer negociação de paz anterior. A declaração conjunta incluía alguns dos seguintes pontos:
"As delegações israelense e palestina conduziram(...) discussões profundas e práticas com o objetivo de alcançar um acordo permanente e estável entre as duas partes. Dadas as circunstâncias e restrições de tempo, provou-se impossível chegar a entendimentos sobre todos os problemas, apesar do progresso substancial alcançado em cada um dos problemas discutidos. As partes declaram que nunca estiveram tão próximas de alcançar um acordo e, portanto, acreditam que as lacunas restantes podem ser superadas com a retomada das negociações após as eleições israelenses. As duas partes se comprometem a retornar à normalidade e a estabelecer uma situação de segurança no terreno por meio da observação de seus compromissos mútuos no espírito do memorando de Sharm el-Sheikh. As equipes de negociação discutiram quatro temas principais: refugiados, segurança, fronteiras e Jerusalém, com o objetivo de alcançar um acordo permanente que ponha fim ao conflito entre eles e proporcione paz a ambos os povos. As conversas de Taba encerram uma extensa fase nas negociações de status permanente entre Israel e Palestina, com a sensação de terem conseguido reconstruir a confiança entre as partes. As duas partes expressam sua gratidão ao presidente Hosni Mubarak... Eles também expressam seus agradecimentos à União Europeia(...). As partes declaram que nunca estiveram tão próximas de alcançar um acordo e, portanto, acreditam que as lacunas restantes podem ser superadas com a retomada das negociações após as eleições israelenses(...)."

### Razões para o impasse
A interrupção das negociações é frequentemente atribuída às circunstâncias políticas decorrentes das eleições em Israel em fevereiro de 2001 e da mudança de liderança nos Estados Unidos de 2000 para 2001.  As negociações foram encerradas pelo governo israelense sob a liderança do primeiro-ministro de Israel Ehud Barak em 27 de janeiro de 2001 devido à proximidade das eleições em Israel no mês seguinte. Não havia tempo político para concluir um acordo com o democrata Bill Clinton agora fora do cargo – enquanto o republicano George W. Bush assumuria a Casa Branca pelos próximos quatro anos – e Barak concorrendo à reeleição em duas semanas. Shlomo Ben-Ami, negociador de Israel, afirmou que "fizemos progressos, progressos substanciais. Estamos mais perto do que nunca da possibilidade de fechar um acordo final". Saeb Erekat, principal negociador palestino, também lamentou a falta de um acordo final em tempo: "Meu coração está apertado porque sei que estávamos tão perto. Precisamos de mais seis semanas para concluir a redação do acordo".

### Governo Sharon recusa Taba
Poucos dias após o término abrupto da cúpula, as eleições para primeiro-ministro de Israel resultaram na derrota de Barak pelo candidato da oposição Ariel Sharon em 6 de fevereiro de 2001. O novo governo de Sharon optou por não retomar as negociações de alto nível. Imediatamente após as eleições e antes da mudança de governo, um comunicado de 8 de fevereiro de 2001 publicado pelo Ministério das Relações Exteriores de Israel afirmou o seguinte:
O Primeiro-Ministro e Ministro da Defesa, Ehud Barak, esclareceu nesta noite que as ideias que foram discutidas durante as recentes negociações conduzidas com o Presidente da Autoridade Palestina, incluindo aquelas apresentadas na Cúpula de Camp David e pelo Presidente Clinton no final de seu mandato, não são vinculativas para o novo governo a ser formado em Israel. Em uma carta ao Presidente George Bush, o Primeiro-Ministro Barak declarou que seu governo fez o máximo para buscar o fim do conflito israelense-palestino, mas que esses esforços não produziram resultados, principalmente devido à falta de disposição suficiente para o compromisso por parte da liderança palestina. ... Antes de enviar a carta, Barak conversou com o ex-Presidente Clinton, e eles concordaram que as ideias apresentadas nos últimos meses não são vinculativas para o novo governo em Israel. O Primeiro-Ministro Barak pretende transmitir essa posição também aos líderes da União Europeia e ao presidente Arafat.

### Arafat aceita o plano de paz de Taba
Em junho de 2002, cerca de 18 meses depois após o término da Cúpula de Taba, o líder palestino Yasser Arafat concedeu uma entrevista ao jornal israelense Haaretz, no qual afirmava que havia aceitado o plano de paz do Oriente Médio do presidente dos EUA, Bill Clinton, mas àquela altura o novo governo israelense ressaltava que aquela oferta já não estava mais em consideração.